# Romuald Horner
Romuald Lukas Karl Horner OSB (* 18. Dezember 1827 in Salzburg; † 10. Februar 1901 ebenda) war Abt des Stiftes St. Peter in Salzburg.

## Ausbildung und klösterliche Aufgaben
Er wurde in einem in der Salzburger Kaigasse gelegenen Haus geboren. Sein Vater arbeitete als Amtsdiener in der Stadtverwaltung. Nach seiner Matura in Salzburg wurde Lukas am 23. September 1846 in St. Peter eingekleidet; er erhielt Romuald als Ordensnamen. Die Priesterweihe durch Kardinal Schwarzenberg erfolgte am 18. Juli 1850; seine Primiz feierte er zehn Tage danach am Nonnberg, dem Benediktinerinnenkloster unweit von St. Peter. Er wirkte fünf Jahre (1851 bis 1856) als Hilfsgeistlicher in der bei Wien gelegenen Pfarre Dornbach; danach wurde er ins Stift versetzt, um in der Ökonomie zu arbeiten und wurde 1858 bis 1859 selbst Ökonom. 1859 bis 1868 war er Administrator der Weingüter in Krems. 1868–1869 wirkte er vorübergehend als Pfarrvikar von Dornbach, dann wieder als Ökonom in seinem Salzburger Kloster, wo er auch als Katechet und Direktor der karitativen Knabenrettungsanstalt in der Edmundsburg wirkte. 1871 wurde er für ein Jahr Novizenmeister und war bis zu seiner Abtswahl Prior.
Seine Abtswahl erfolgte am 21. Oktober 1876; die Benediktion fand fünf Tage später statt. Am 29. November 1889 wurde er Präses der Josephskongregation, der westlich gelegeneren von den zwei österreichischen Benediktinerkongregationen.

## Nachlass
Im Archiv der Erzabtei St. Peter sind einige Handschriften von Abt Romuald erhalten: ein Tagebuch für die Jahre 1851–1856 (vor seiner Abtswahl), und ein dreibändiges "Abteitagebuch" vom 20. Oktober 1876 bis 9. Februar 1901.